# Leptis
Leptis – dwa kartagińskie miasta założone na wybrzeżu Afryki: Leptis Magna i Leptis Minor. 
Leptis Magna założyli według Salustiusza koloniści z fenickiego Sydonu na obszarze dzisiejszej Libii. Podczas współczesnych wykopalisk archeologicznych odkryto cmentarzysko z III-II wieku p.n.e. oraz rzeźby punickie z okresu hellenistycznego.
Leptis Minor (dzisiejsze Lemta) – kolonia fenicka na terytorium dzisiejszej Tunezji.